# マリク・エヴナ
マリク・エヴナ（Malick Evouna 、1992年11月28日 - ）は、ガボン・リーブルヴィル出身のプロサッカー選手。ガボン代表。ポジションは、フォワード。

## クラブ経歴
2015年7月11日、エジプトのアル・アハリに加入。
2016年7月11日、天津泰達足球倶楽部に移籍。

## 代表歴
2012年11月9日に行われたサウジアラビアとの親善試合でガボン代表デビュー。
アフリカネイションズカップ2015・ブルキナファソ戦で公式戦初ゴール。

### ゴール
| #  | 開催日         | 開催地         | 対戦国           | スコア | 結果 | 試合概要                           |
| -- | -------------- | -------------- | ---------------- | ------ | ---- | ---------------------------------- |
| 1  | 2012年9月11日  | ボーヴェ       | サウジアラビア   | 1–0    | 1–0  | 親善試合                           |
| 2  | 2014年3月5日   | マラケシュ     | モロッコ         | 1–0    | 1–1  | 親善試合                           |
| 3  | 2014年10月15日 | ワガドゥグー   | ブルキナファソ   | 1–1    | 1–1  | アフリカネイションズカップ2015予選 |
| 4  | 2014年11月19日 | リーブルヴィル | レソト           | 2–0    | 4–2  | アフリカネイションズカップ2015予選 |
| 5  | 2014年11月19日 | リーブルヴィル | レソト           | 4–2    | 4–2  | アフリカネイションズカップ2015予選 |
| 6  | 2015年1月17日  | バタ           | ブルキナファソ   | 2–0    | 2–0  | アフリカネイションズカップ2015     |
| 7  | 2015年3月25日  | ボーヴェ       | マリ             | 1–1    | 4–3  | 親善試合                           |
| 8  | 2015年9月5日   | リーブルヴィル | スーダン         | 1–0    | 4–0  | 親善試合                           |
| 9  | 2015年9月5日   | リーブルヴィル | スーダン         | 3–0    | 4–0  | 親善試合                           |
| 10 | 2015年11月14日 | リーブルヴィル | モザンビーク     | 1–0    | 1–0  | 2018 FIFAワールドカップ予選        |
| 11 | 2016年3月25日  | フランスヴィル | シエラレオネ     | 2–0    | 2–1  | 親善試合                           |
| 12 | 2016年6月4日   | ブアケ         | コートジボワール | 1–2    | 1–2  | 親善試合                           |